# Septembre 1929

## Événements
- 1er septembre : les Saqqawistes qui venaient d'être chassé de la ville de Jalalabad par les forces loyalistes quelques jours plus tôt, parviennent finalement à la reprendre.

- 5 septembre : Aristide Briand lance l'idée de fédération européenne.

- 12 septembre : inauguration de la plus longue ligne aérienne : Amsterdam - Djakarta.

- 15 septembre (Sport automobile) : Grand Prix automobile de Monza.

- 19 septembre : conformément au plan Young, les troupes françaises commencent à évacuer la Rhénanie.

- 23 septembre : une révolte chasse les Saqqawistes de la ville de Kandahar, en Afghanistan.

- 24 septembre : le lieutenant américain James H. Doolittle fait une démonstration publique de pilotage sans visibilité.

- 25 septembre :
  - premier vol de l'avion polonais PZL P.1
  - en Afghanistan, les Saqqawistes perdent la ville de Qalât qu'ils contrôlaient depuis le 23 mai.

- 27 septembre : Jalalabad, qui venait d'être reprise quelques semaines auparavant par les Saqqawistes, est une nouvelle fois capturée par leurs opposants.

- 29 septembre : en Afghanistan, c'est au tour de la ville d'Ourgoun (en) (contrôlée par les Saqqawistes depuis trois mois sans discontinuer) de tomber aux mains des forces loyalistes.

- 30 septembre : 
  - premier vol d’un avion à réaction piloté par Fritz von Opel.
  - en Afghanistan, les forces anti-saqqawistes s'emparent de Ghazni.

## Naissances
- 2 septembre :
  - Hal Ashby, réalisateur américain († 27 décembre 1988).
  - René Dupont, évêque catholique français, évêque émérite d'Andong (Corée du Sud) († 10 avril 2025).
- 3 septembre : Armand Vaillancourt, sculpteur québécois.
- 5 septembre : Andrian Nikolayev, cosmonaute soviétique († 3 juillet 2004).
- 9 septembre : Claude Nougaro, auteur-compositeur-interprète et poète français († 4 mars 2004).
- 10 septembre : Arnold Palmer, golfeur américain († 25 septembre 2016).
- 14 septembre :
  - Giorgio Bàrberi Squarotti, poète, universitaire et critique littéraire Italien († 9 avril 2017).
  - Anton Bucheli, arbitre suisse de football († 8 juin 2020).
  - Hans Clarin, acteur allemand († 28 août 2005).
  - Larry Collins, journaliste et écrivain américain († 20 juin 2005).
  - Dimitri Dimakopoulos, architecte et urbaniste québécois († 7 novembre 1995).
  - Ferdinand Oyono, diplomate et homme politique camerounais († 10 juin 2010).
  - Theunis van Schalkwyk, boxeur sud-africain († 27 août 2005).
  - Jan Vansina, historien et anthropologue belge († 8 février 2017).
- 15 septembre : Murray Gell-Mann, physicien américain († 24 mai 2019).
- 16 septembre : Jamshid ben Abdallah, sultan de Zanzibar et prétendant au trône de 1964 à 2024 († 30 décembre 2024).
- 19 septembre : Léon De Lathouwer, coureur cycliste belge († 7 août 2008).
- 21 septembre : Elsa Raven, actrice américaine († 3 novembre 2020).
- 28 septembre : 
  - Lata Mangeshkar, chanteuse, compositrice et productrice indienne († 6 février 2022).
  - Nikolaï Ryjkov, homme d'État soviétique († 28 février 2024).
- 29 septembre : 
  - Tōru Ōhira, narrateur et acteur de doublage (seiyū) japonais († 12 avril 2016).
  - Rolf Kühn, musicien de jazz allemand jouant de la clarinette et du saxophone, compositeur et chef d'orchestre († 18 août 2022).
- 30 septembre :
  - Germain Grisez, philosophe franco-américain († 1er février 2018).
  - Nivaria Tejera, poétesse et romancière cubaine († 6 janvier 2016).

## Décès
- 4 septembre : Dina Bélanger, sœur religieuse mystique canadienne.
- 18 septembre, Hippolyte Petitjean, peintre français (° 11 septembre 1854).
- 23 septembre : Louis-Ernest Dubois, cardinal français, archevêque de Paris (° 1er septembre 1856).